# Вулиця Донця-Захаржевського (Харків)
Вулиця Донця-Захаржевського — коротка вулиця в центрі міста Харкова, розташована в Київському адміністративному районі. Починається від провулку Мечникова і йде на північ до Театрального майдану. Рух односторонній, в напрямку Театрального майдану.

## Історія і назва
Вулиця була заснована в XIX ст. й отримала назву Мало-Німецька. В 1894 році була перейменована в Донець-Захаржевську, на честь Григорія Єрофійовича Донця-Захаржевського, полковника Харківського та Ізюмського слобідських козацьких полків. В 1936 році перейменована в провулок Фрунзе. В роки німецької окупації ім'я Донця-Захаржевського відновлюється, а після звільнення Харкова повертається назва провулок. Фрунзе. Останнє перейменування відбулось у 1950-х роках, відтоді вулиця носить сучасну назву — Донця-Захаржевського.

## Будинки

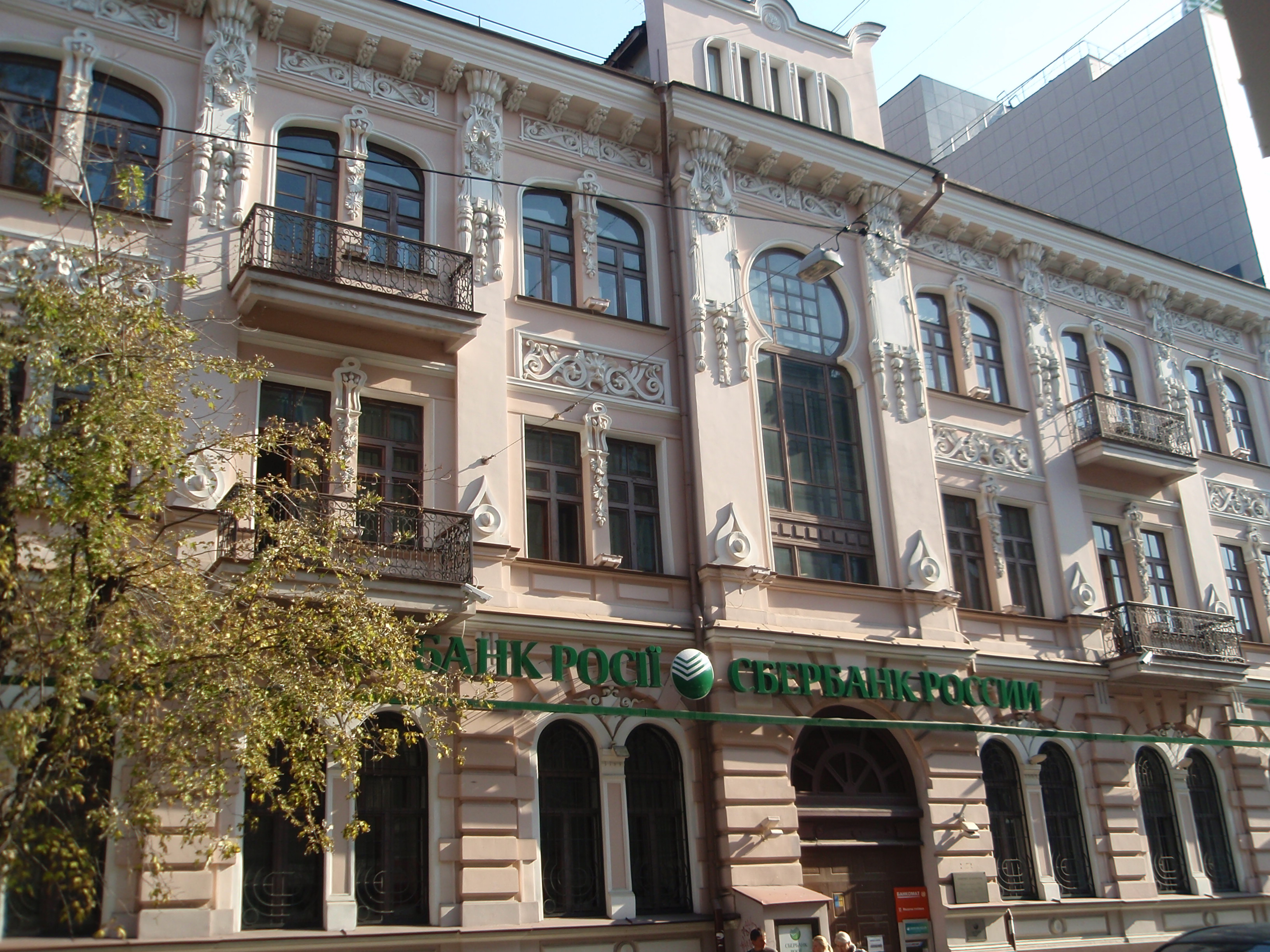
Будинок № 2

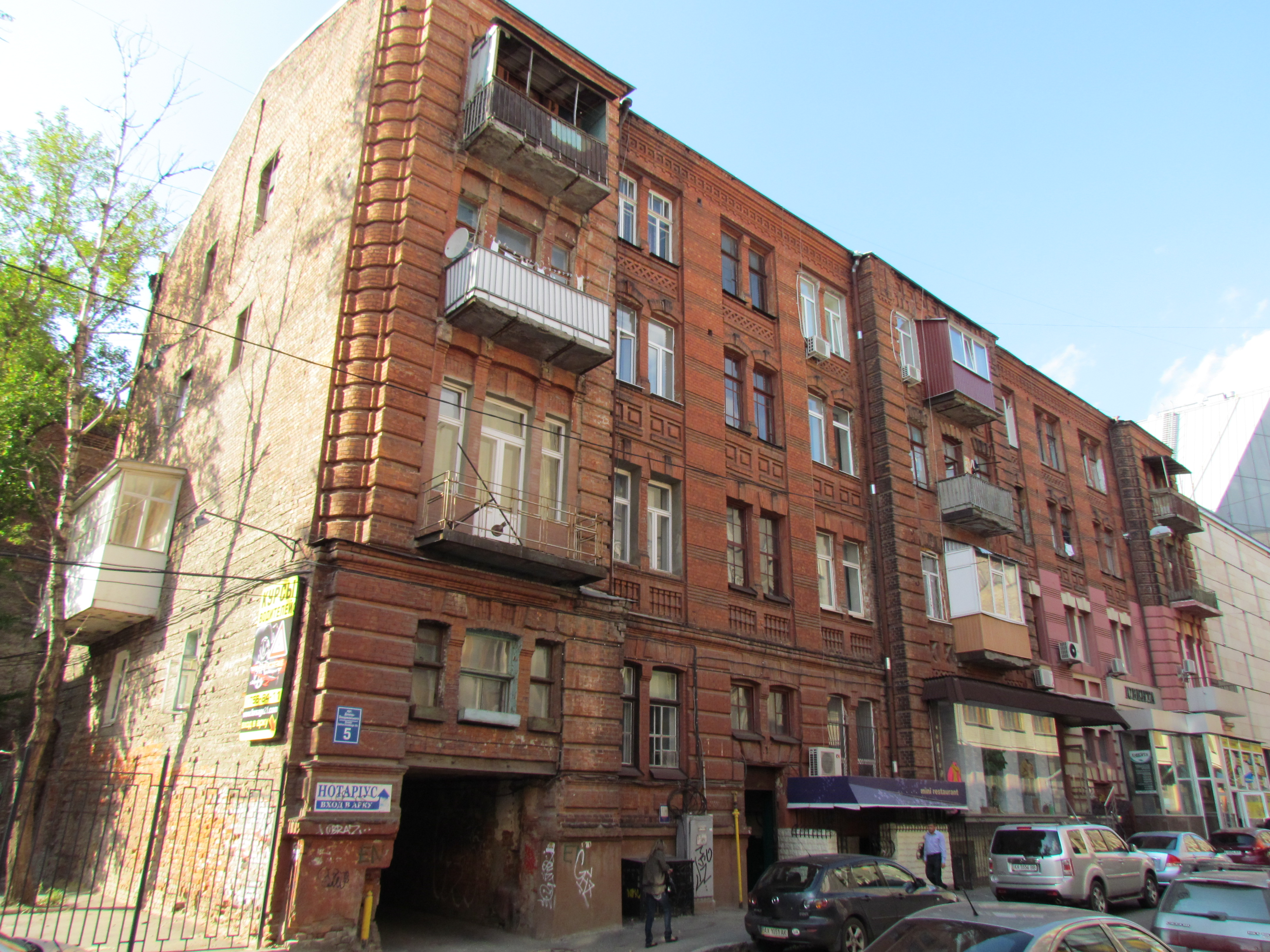
Будинок № 5

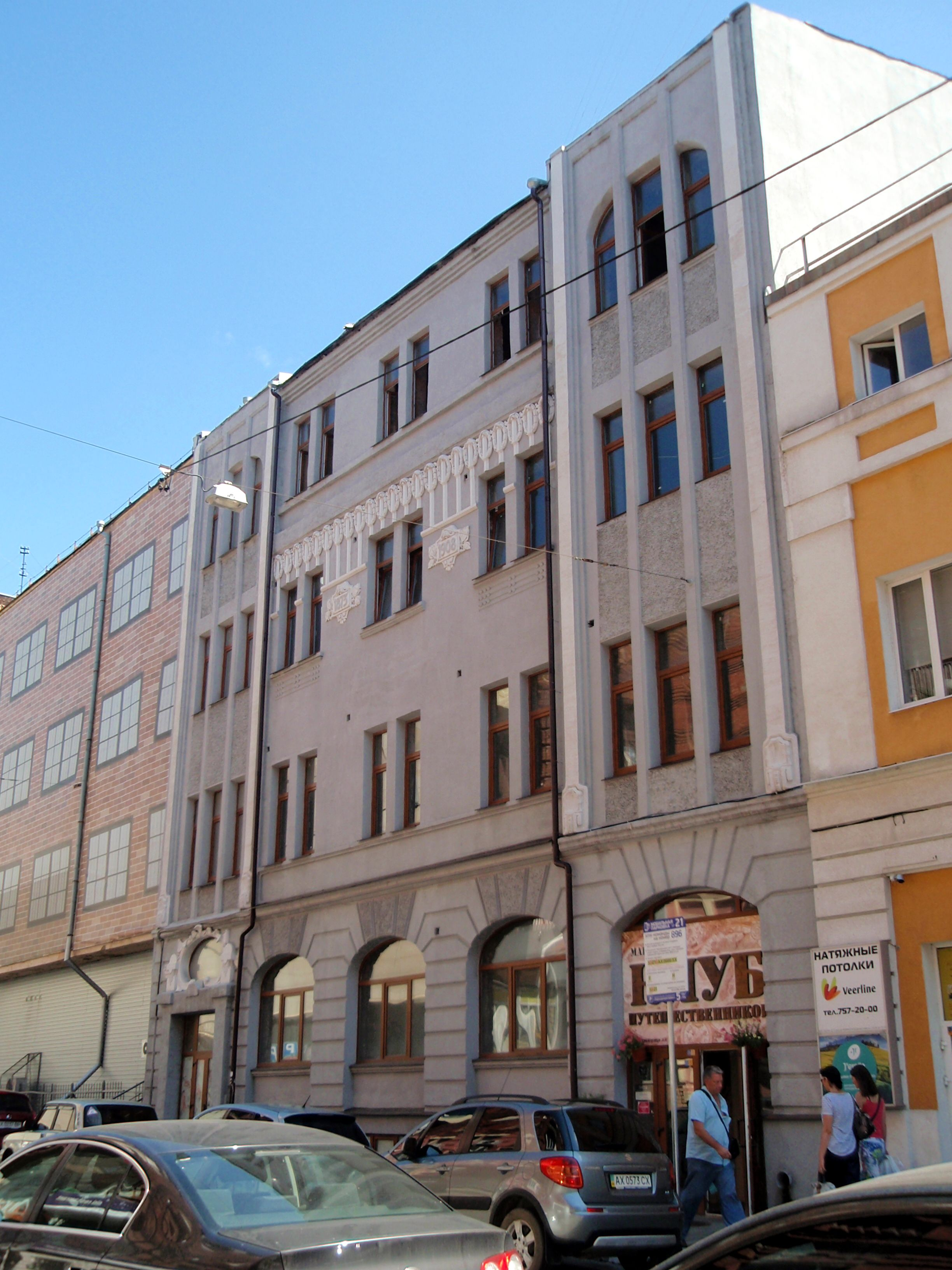
Будинок № 6

- Буд. № 2 — Пам'ятка архітектури Харкова, прибутковий будинок, 1905 рік, архітектор (імовірніше, забудовник) М. Г. Диканський. Будинок належав О. Немировському, а будувався, можливо, для Зільберберга. Нині тут розміщується банк[2].
- Буд. № 5 — Пам. арх., прибутковий будинок XIX ст., архітектор Н. З. Кондарний. У 1911 році арх. Б. М. Корнєєнко зробив реконструкцію будинку. Будинок житловий.
- Буд. № 6 — Пам. арх., типографія, побудована в 1908 році за проєктом арх. М. Г. Диканського. Будувалася для Альберта Мойсейовича Зільберберга, зубного лікаря. Сама типографія була заснована у 1873 році й раніше розташовувалася на вулиці Рибній[2].
- Поруч (буд. № 8) у 1930-х роках побудовано новий корпус для книжкової фабрики ім. Фрунзе, за проєктом арх. В. С. Андреєва (тоді ж відбулось перейменування в пров. Фрунзе). Зараз книжкова фабрика розташована за іншою адресою.
- Раніше існував житловий будинок № 7, також пам'ятка архітектури. Його було знесено. Зараз на його місці торговельний центр «Аве Плаза».